# Джаспер (Індіана)
Джаспер (англ. Jasper) — місто (англ. city) в США, в окрузі Дюбойс штату Індіана. Населення — 16 703 особи (2020).

## Географія
Джаспер розташований за координатами 38°23′37″ пн. ш. 86°56′24″ зх. д. / 38.39361° пн. ш. 86.94000° зх. д. (38.393543, -86.940095).  За даними Бюро перепису населення США в 2010 році місто мало площу 34,18 км², з яких 33,94 км² — суходіл та 0,24 км² — водойми.

## Демографія
Згідно з переписом 2010 року, у місті мешкало 15 038 осіб у 5994 домогосподарствах у складі 3916 родин. Густота населення становила 440 осіб/км².  Було 6419 помешкань (188/км²).
Расовий склад населення:
| - 93,6 % — білих - 0,9 % — азіатів - 0,4 % — чорних або афроамериканців - 0,2 % — корінних американців - 4,0 % — осіб інших рас |

До двох чи більше рас належало 0,9 %. Частка іспаномовних становила 7,7 % від усіх жителів.
За віковим діапазоном населення розподілялося таким чином: 24,9 % — особи молодші 18 років, 59,5 % — особи у віці 18—64 років, 15,6 % — особи у віці 65 років та старші. Медіана віку мешканця становила 39,3 року. На 100 осіб жіночої статі у місті припадало 96,7 чоловіків;  на 100 жінок у віці від 18 років та старших — 93,7 чоловіків також старших 18 років.
Середній дохід на одне домашнє господарство  становив 69 564 долари США (медіана — 53 044), а середній дохід на одну сім'ю — 84 197 доларів (медіана — 67 469). Медіана доходів становила 43 446 доларів для чоловіків та 31 549 доларів для жінок. За межею бідності перебувало 9,4 % осіб, у тому числі 13,0 % дітей у віці до 18 років та 3,5 % осіб у віці 65 років та старших.
Цивільне працевлаштоване населення становило 7777 осіб. Основні галузі зайнятості: виробництво — 34,5 %, освіта, охорона здоров'я та соціальна допомога — 17,4 %, роздрібна торгівля — 10,1 %, мистецтво, розваги та відпочинок — 7,6 %.